# Zielona Kopa
Die Zielona Kopa (deutsch: Grüne Koppe) ist ein 1128 m hohes Bergmassiv im schlesischen Teil des Isergebirges in Polen. Die Zielona Kopa befindet sich auf dem Hohen Iserkamms in der Gemeinde Mirsk. Zu ihren Gipfeln zählen die Wysoka Kopa (der höchste Berg des Isergebirges), Sine Skałki, Przednia Kopa und die Złote Jamy. Die Gipfel liegt ca. zwei Kilometer südöstlich des Passes Rozdroże Izerskie.

## Beschreibung
Die Gipfel sind fast vollständig mit Nadelwald bewachsen. Die Hänge fallen relativ steil ab und speisen mit ihren Nebenbächen die Iser und den Queis. Im Norden liegt der Pass Mokra Przełęcz und im Osten das Tal des Ciekoń. Im Süden geht das Massiv über den Pass Rozdroże pod Cichą Równią in das Massiv der Cicha Równia über. Über die Gipfel führt der Sudeten-Hauptwanderweg.